# 니키 헤일리
님라타 "니키" 란다와 헤일리(Nimrata "Nikki" Randhawa Haley, 1972년 1월 20일 ~ )는 미국의 정치인으로 2017년부터 2018년까지 유엔 주재 미국 대사를 맡았고, 2011년부터 사우스캐롤라이나주의 주지사를 역임하였다. 그녀는 사우스캐롤라이나주 역사상 최초의 여성 주지사이며, 나이 46세로 최연소 주지사가 되었다. 인도계 미국인으로서는 보비 진덜 이후 2번째로 등극한 주지사이기도 하다. 2010년 선거에서 빈센트 셰힌을 누르고 당선된 그녀는, 2014년 선거에서 같은 후보를 누르고 재선에 성공하였다.

## 어린 시절
인도 펀자브주에서 온 시크교 이민자의 딸로 사우스캐롤라이나주 뱀버그에서 태어났다. 지방 학교들에서 수학하고 회계학에서 과학사와 함께 클렘슨 대학교를 졸업한 헤일리는 모친의 평균 이상의 의류 비지니스 엑소티카 인터내셔널을 위하여 일하러 가 억만 장자의 회사로 만드는 도움을 주었다.
1998년 헤일리는 오린지버그 카운티 상공 회의소, 그리고 렉싱턴 상공 회의소의 관리국으로 임명되었다. 그녀는 2004년 국립 여성 비지니스 소유 협회의 회장이 되었고, 렉싱턴 의료 재단, 웨스트 메트로 공화당 여성과 렉싱턴 상공 회의소의 사우스캐롤라이나주 총회를 포함한 다수의 기구들에서 자신을 몰두하였다.
헤일리는 기독교로 개종하였고, 마운트 호렙 연합 감리교회의 평의원이었다. 부모의 문화를 위한 존중의 외부로 그녀는 아직도 시크교 참배에 참석하는 편이다.

## 정치적 경력
헤일리는 2004년 사우스캐롤라이나주 하원에서 의석을 위하여 나가고, 당시 장기적으로 근무한 현직 하원인 공화당원 래리 쿤으로부터 예비 선거에서 도전을 향하였다. 그녀는 예비 선거에서, 그러고나서 자신이 저항하는 자가 없는 총선을 이겨 사우스캐롤라이나주에서 그 직위를 보유하는 데 첫 인도계 미국인이 되었다. 그녀는 2006년 저항하는 자가 없는 총선에 나가 2008년 자신의 민주당 도전자 에드가 고메스를 꺾었다.
공화당원으로서 헤일리의 정강은 반세금과 재정상 보수적이었다. 그녀는 유산을 제한하는 법안들과 태아들을 보호하는 것들을 위하여 투표하였다. 법적 이민자의 자식으로서 헤일리는 이민법들의 거대한 집행을 위하여 성원을 표현하였다.
티 파티 운동의 일원인 헤일리는 2009년 5월 자신이 2010년 주지사를 위하여 나갈 것을 공고하였다. 그녀는 전 매사추세츠 주지사 밋 롬니와 전 알래스카 주지사 세라 팔린과 사우스캐롤라이나주의 현직 퍼스트 레이디 제니 샌포드에 의하여 양도되었다. 그녀는 선거를 이기고, 2010년 11월 2일 주지사 당선자였다.

## 논쟁과 인종적 치욕

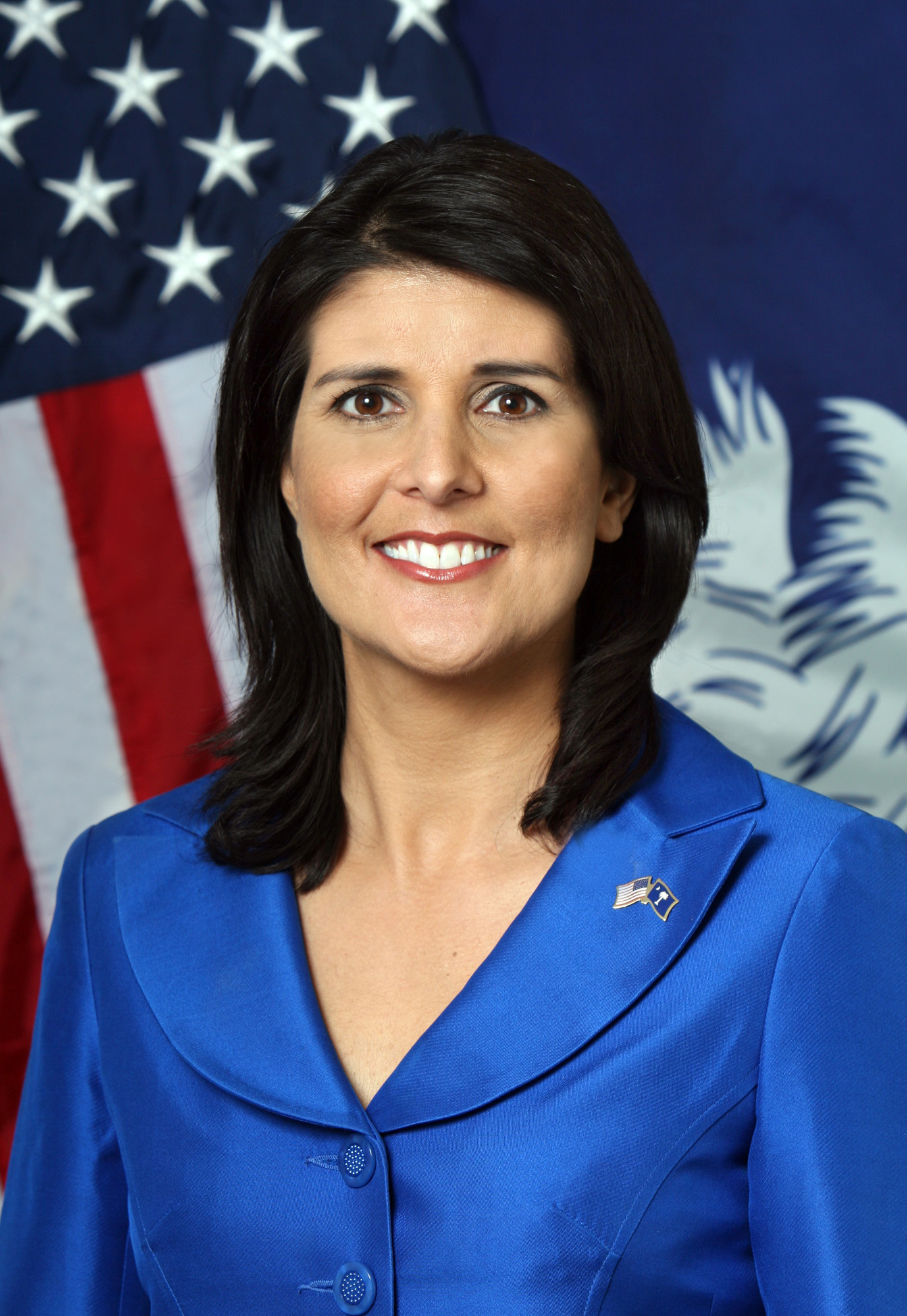
니키 헤일리의 공식 인물 사진

자신의 선거에 대비하여 헤일리는 2명의 다른 남자들 - 당시 사우스캐롤라이나 주지사 마크 샌포드의 공보 담당 비서 윌 포크스와 자신의 상대 안드레 바우어를 위한 정치적 고문 래리 마챈트와 정사를 가진 것에 기소되었다. 포크스는 자신이 이전 몇년간 헤일리와 부적당한 육체적 관계를 가졌다고 말하였고, 마챈트는 자신과 헤일리가 한번 성욕 교전을 가졌다고 말하였다. 헤일리는 사건들을 부인하여 자신이 남편 마이클 헤일리에게 충실해 왔다고 말하였다. 2010년 6월 4일 컬럼비아의 WVOC 라디오와 인터뷰에서 헤일리는 만약 자신이 선출된 주지사이며 자신을 향한 주장들이 확실하다면 자신이 사임할 것이라고 말하였다.
그 정사들이 이루어진 동시에 헤일리의 상대 후보 바우어의 성원자인 사우스캐롤라이나주 상원 제이크 노츠는 그녀를 "raghead"라고 불렀다. 노츠는 처음에 맹렬하게 자신의 논평들을 방어하여 헤일리가 자신의 시크교 신앙을 숨기고 감리교도로서 자세를 취하고 있었다고 말하였다. 그는 후에 사과하고, 의견이 장난에서 의도되었다고 말하였다.
그달 뉴스위크 기사에서 헤일리는 인종과 성적의 장벽을 깨는 것에 관한 인용한 연설을 하고 있었다. - "내가 인도인 여성으로 일어난 사실은 당연히 새로운 동력을 가져온다. 그러나 내가 희망하는 것이 하는 것은 우리가 더 이상 사설 마권업자에 의해서가 아닌 철학자들에 의하여 사는 이 국가에서 대화를 일으킨다."

## 부통령 사색
2012년 미국 대통령 선거에서 버락 오바마 대통령의 도전자 밋 롬니가 헤일리를 자신의 부통령 러닝메이트로 선택할 것이라는 소문이 퍼졌다. 그러나 헤일리는 그가 자신에게 마련할 아무 직위를 거절할 것이라고 말하였다. 2012년 4월 어소시에이티드 프레스에서 그녀는 "사우스캐롤라이나주의 주민들이 나에게 기회를 주었다."며 "난 해야할 일이 있고 난 아무 것을 위하여 나의 직업을 떠나지 않을 것이다."고 말하였다. 롬니는 8월 부통령을 위하여 자신의 러닝메이트로서 위스콘신주의 의원 폴 라이언을 공고하러 갔다.

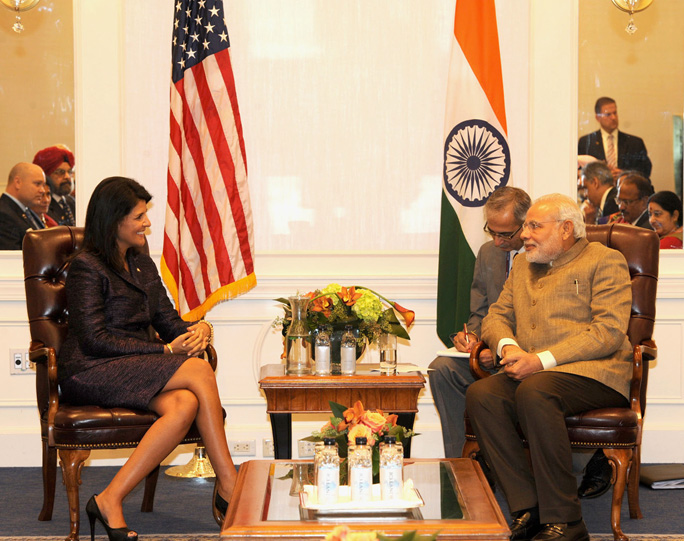
뉴욕에서 나렌드라 모디 인도 총리와 회담하는 헤일리 주지사 (2014년)

## 찰스턴 교회 총격 사건
2015년 6월 17일 사우스캐롤라이나주 찰스턴에서 역사적 이매뉴얼 아프리카 감리 감독 교회에서 21세의 백인 딜런 루프가 인종 차별의 총격 사건으로 난입할 때 국가는 충격을 받았다. 목격자에 의하면 자신이 일어나 흑인들을 총쏘려고 거기에 있었다는 것을 공고하기 전에 성경 공부가 있는 동안 교구민들과 목사 클레멘타 핑크니와 앉던 교회로 환영을 받았다. 루프는 사격을 개시하여 당시 주의 상원이기도 한 핑크니 목사를 포함하여 6명의 여성과 3명의 남성을 살해하였다. 루프는 후에 경찰에게 자신이 인종 전쟁을 발화하기를 원했다고 말하였다.
비극이 일어난지 하루 후에 헤일리 주지사는 NBC의 투데이 쇼 인터뷰에서 총격은 미운 범죄를 불르고, 검사들은 이 경우에서 사형을 추구해야 한다고 말하였다. 그녀는 그가 웹사이트에 인종 차별의 선언서를 게시하고, 자신의 페이스북 페이지에 사진들에서 백인 우월주의 상징 옷을 입고 취한 루프를 "미움과 채워진 사람"으로 불렀다.

## 맹방기의 제거
루프는 또한 인종 차별과 남부 유산의 자랑스러움을 상징하는 맹방기와 포즈를 한 사진들에 보이기도 하였다. 2015년 6월 22일 헤일리는 국기의 제거를 요구하는 주장을 하였다. 그녀는 2당파 정치인들의 단체에 의하여 둘러싸인 뉴스 컨퍼런스에서 "오늘날 우리는 우리의 주 의사당의 마당으로부터 깃발을 제거할 시간이라고 말하는 데 사악없이 우리의 주에서 여기 동일성의 순간에 있다."고 말하였다.
7월 7일 사우스캐롤라이나주 상원은 주 의사당의 마당로부터 깃발을 제거하는 데 36 대 3으로 투표하였고, 7월 9일 주의 하원은 상원의 법안을 통과시키는 데 94 대 20으로 투표하였다. 그 같은 날에 헤일리 주지사는 주의 입법자들, 지사들과 총격 희생자들의 친척들에 의하여 참석된 주의회 의사당의 로비에서 열린 기념식에서 법안을 법률로 서명하였다. 그녀는 "사우스캐롤라이나주에서 새로운 하루이며, 우리가 모두 자랑스러워 할 수 있는 하루이자 우리가 지속적으로 고치면서, 한 국민과 한 주로서 모두 함께 우리를 진실적으로 가져오는 하루이다"라고 말하며 "이제 이 것은 우리의 어린이들에 관해서이다."라고 추가하였다.
헤일리는 또한 기념식으로부터 9개의 기념 펜들이 총격 희생자들의 가족들에게 주어질 것이라고 말하였다.
법안은 민권 운동에 대항하는 항의로서 1960년대 이래 주 의사당에서 펄럭인 맹방기가 7월 10일 아침 10시 주 의사당의 마당으로부터 내려오기를 요구하였다.

## 국정연설의 응답
공화당은 2016년 1월 12일 오바마 대통령의 최종 국정연설에 이어 국내총생산의 응답을 연설하는 데 헤일리를 선발하였다. 헤일리가 오바마의 역사적 대통령직을 처음으로 선출된 아프리카계 미국인으로서 인정한 동안 그녀는 그의 기록을 비판하였다. 그녀는 "7년전 대통령으로서 버락 오바마의 선거는 역사적 장벽을 깨고 수백만 국민들에게 영감을 주었다."며 "그가 직위를 위하여 처음으로 나갈 때 하면서 오늘밤 오바마 대통령은 웅장한 것들에 관하여 능변으로 연설하였다. 불행하게도 대통령의 기록은 가끔 그의 짧은 치솟는 말들의 멀리 떨어졌다."고 말하였다.
그녀는 또한 국가의 분투들에서 자신들의 역할에 비치는 데 자신의 당원들에게 연설하기도 하였다. "우리는 서로, 그리고 우리 자신과 정직해야 한다 - 워싱턴에서 민주당원들이 오늘날 미국을 향하는 문제들을 위하여 너무 책임을 견디는 동안 그들은 홀론 견디지 않는다. 거기에는 주위를 도는 데 충분한 핑계보다 더 많다."며 "공화당원으로서 우리는 그 진실을 소유해야 한다. 우리는 미국의 지도력에서 유산 관리의 침식으로 우리의 공헌들을 인정해야 한다. 우리는 우리가 어떻게 그리고 왜 우리의 정부가 깨지는지에 역할을 한 것을 받아들여야 한다."고 말하였다.
헤일리는 또한 남부 시골에서 자라온 인도계 미국인으로서 자신의 경험을 상기하고, 전부 미국인들의 포용력과 포괄력을 요구하였다. "오늘날 우리는 최근의 추억에서 몇몇의 다른이들처럼 위협들의 시간에 살고 있다."며 "궁금한 시기 동안 그 것은 가장 성난 목소리들의 사이렌 울림을 따라가는 데 유혹일 수 있다. 우리는 그 유혹을 저항해야 한다. 열심히 일하고, 우리의 법률들에 의하여 머물고, 우리의 전통들을 사랑하는 기꺼이 하는 데 아무도 이 국가에서 환영받지 봇하리라."고 말하였다.
주지사가 이름에 의하여 아무 공화당 대통령 후보들을 언급하지 않은 동안 그녀의 진술은 무슬림과 이민자들에 관한 어떤 후보들의 설득력의 비평으로서 파악되었다. 그녀는 "어떤 사람들은 너가 다른점을 만드는 데 방에서 가장 큰 목소리를 가져야 한다고 생각한다. 그것은 진실 만이 아니다. 가끔 우리가 할 수 있는 최고의 것들은 내려가는 음향이다. 소리가 더욱 조용할 때 너는 사실 다른 이들이 말하는 것을 들을 수 있다. 그리고 그것은 다른점의 세상을 만들 수 있다."고 추가하였다.
자신의 응답에 이어 언론계 매체들은 공화당 후보 도널드 트럼프가 인디애나 주지사 마이크 펜스를 부통령 러닝메이트로 선택하는 데 끝났어도 트럼프를 위한 가능한 부통령 러닝메이트로서 헤일리가 국내총생산 선발 후보자 명단에 있었다고 보고하였다. 대통령 경주가 있는 동안 헤일리는 트럼프의 충성적인 후원자로 지내오지 않았으며, 시초적으로 마코 루비오를 위하여 캠페인을 벌이고 테드 크루즈를 추천하였다. 헤일리는 또한 트럼프를 즉시 쿠 클럭스 클랜의 자신 성원을 부인하지 않고, 그의 제출한 무슬림 금지령에 비판하기도 하였다. 트럼프는 그녀를 "이민에 약자"로 부르고 3월 트위터에 "사우스캐롤라이나주의 주민들은 니키 헤일리에 의하여 당혹하다"고 말하는 것을 포함하여 헤일리의 비판에 자신의 그녀에 비평과 함께 응답하였다.

## 유엔 주재 미국 대사

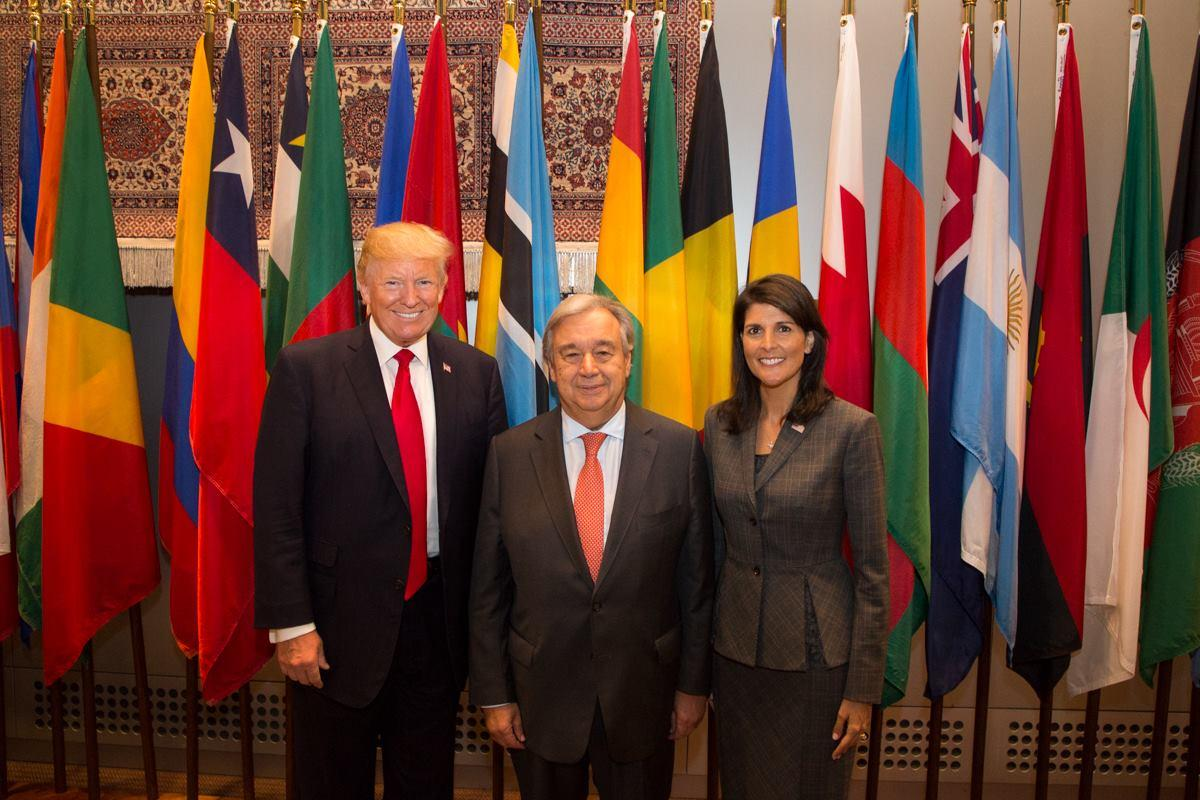
도널드 트럼프 대통령, 안토니우 구테흐스 유엔 사무총장과 함께

경쟁적인 선거 운동의 말기에 헤일리는 선거에서 트럼프를 뽑았고, 그의 승리를 축하벌였다. 선거 후에 모여든 공화당 당수들에게 그녀는 "이제 우리가 정말 다스리기 시작할 수 있는 아이디어 - 난 공화당 대통령을 가지기를 원하는 것을 전혀 알지 못했습니다."며 "난 당신에게 지난 5년 동안 워싱턴은 나의 직업의 가장 어려운 부분으로 지내왔다는 것을 말할 수 있습니다. 이것이 새로운 하루입니다."고 말하였다.
2016년 11월 22일 트럼프 대통령 당선자는 유엔 주재 미국 대사가 되는 데 헤일리를 골랐다. 그녀는 그의 행정부의 일부로서 임명되는 데 첫 여성이 되었다. 진술에서 트럼프는 "헤일리 주지사는 배경의 무관심 혹은 당의 제휴의 국민들을 그녀의 주와 우리의 국가의 개선을 위한 비판적인 정책들을 옮기는 데 함께 더려오는 진로의 기록을 증명하였습니다." 며 "그녀는 세계 무대에 우리를 대표하는 위대한 지도자일 것입니다."고 말하였다.
제공을 받아들인 헤일리는 후에 자신에게 그의 팀에 가입하고 우리가 사랑하는 국가를 섬기는 데 의문한 대통령 당선자에게 자신이 명예를 주었다고 말하였다.
그녀는 "대통령이 우리 나라의 복지와 세계에서 우리 나라의 신분으로 이루는 데 당신이 주요 공헌을 가지고 있는 것을 믿을 때 그것은 주의해야 할 중요성으로 부르는 것입니다."고 말하였다.
2017년 1월 24일 헤일리는 상원에 의하여 94 대 6으로 유엔 대사로서 확신되었고, 그녀는 자신의 새로운 역할에서 사우스캐롤라이나 주지사로서 사임하였다.

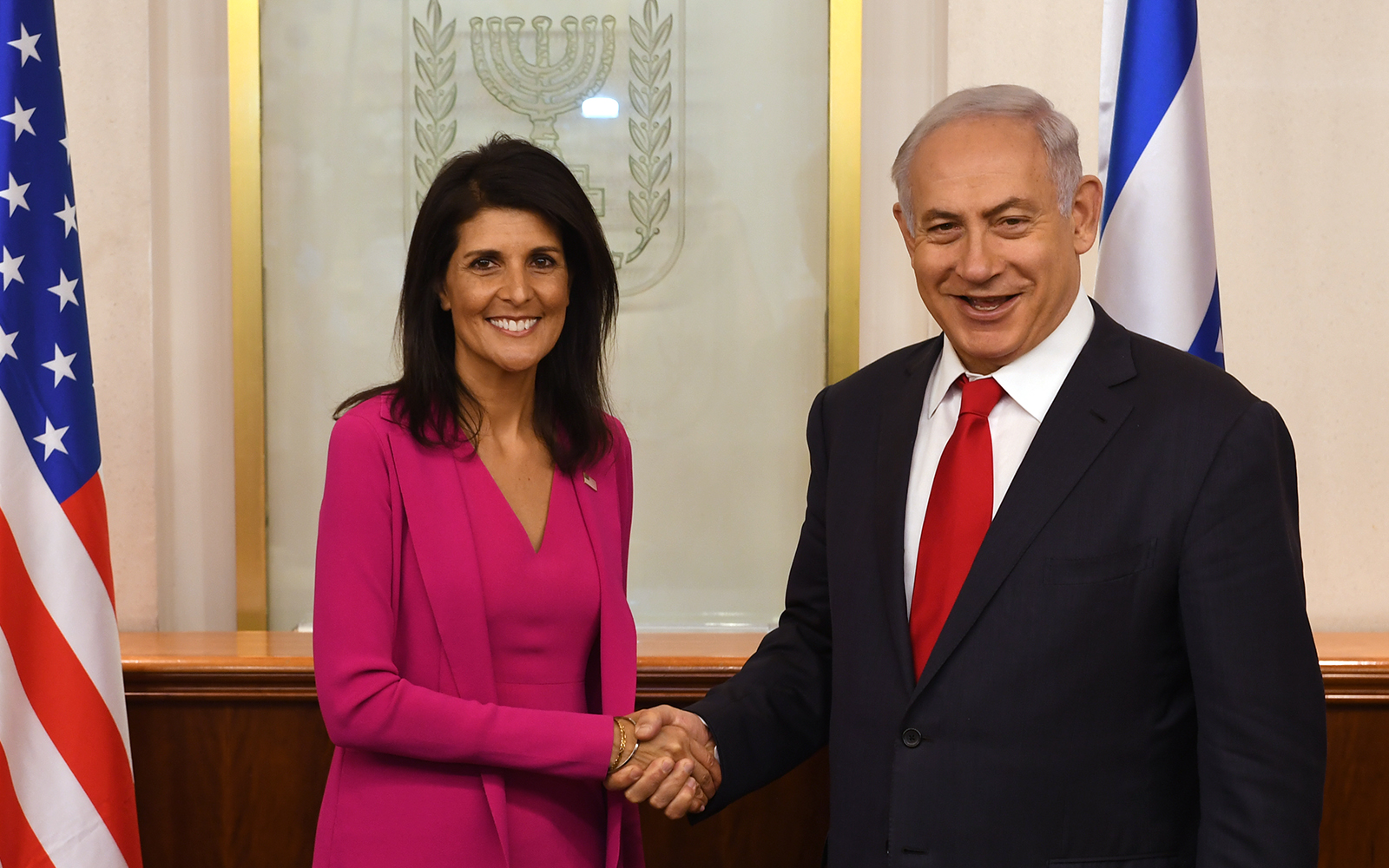
이스라엘을 방문하여 베냐민 네타냐후 총리와 악수하는 헤일리 유엔 대사

유엔 대사로서 첫 몇달에 헤일리는 러시아, 조선민주주의인민공화국과 이란으로부터 위협들로 국제 공동체가 맞추는 것을 지키면서 자신의 시간이 소모된 것을 찾았다. 그해 12월 그녀는 트럼프 대통령의 이스라엘의 수도로서 예루살렘의 인정을 강렬하게 변호하였고, 그것을 "미국인들의 의지"와 "앞으로 향하는 평화 진행을 속구"할 것으로 언급하였다.
동시에 헤일리는 고향으로 돌아가 정치적 동료들을 유횩한 성적으로 괴롭히는 논점들에 관한 자신의 소감들로 주의를 끌어들였다.
4월 15일 헤일리는 시리아 시민들에 화학적 공격에 이어 시리아에 지속적인 성원으로 미국이 러시아에 더욱 많은 허용을 강요하고 있다는 일요일 뉴스에 공공되면서 논쟁을 발화하였다. 백악관은 이어진 날에 추가적인 허용들은 식탁에 있었고, 명확히 닥쳐오는 것이 아니었다고 부인하였다.
부적당한 진술들은 헤일리가 대통령의 일부에 불확실성을 위해 핑계를 대었다는 메시지의 통합에 관한 의문들을 상기시켰다. 4월 17일 경제기획국장 래리 쿠들로는 헤일리가 어떤 "순간적인 혼동"의 일부로서 곡선에 앞서있다고 말하였으나 헤일리는 빠르게 폭스 뉴스에 진술과 함께 돌려 "모든 존중과 함께 난 혼동되지 않는다."고 말하였다.
2018년 10월 9일 헤일리는 사임하여 그해 말기에 자신의 직위를 떠날 것이라고 말하였다.

## 역대 선거 결과
| 선거명      | 직책명                                 | 대수  | 정당   | 득표율 | 득표수    | 결과 | 당락                             |
| ----------- | -------------------------------------- | ----- | ------ | ------ | --------- | ---- | -------------------------------- |
| 2004년 선거 | 하원의원 (사우스캐롤라이나 제87선거구) | 70대  | 공화당 | 98.94% | 14,421표  | 1위  | 사우스캐롤라이나주 하원의원 당선 |
| 2006년 선거 | 하원의원 (사우스캐롤라이나 제87선거구) | 71대  | 공화당 | 99.48% | 11,387표  | 1위  | 사우스캐롤라이나주 하원의원 당선 |
| 2008년 선거 | 하원의원 (사우스캐롤라이나 제87선거구) | 72대  | 공화당 | 83.12% | 17,043표  | 1위  | 사우스캐롤라이나주 하원의원 당선 |
| 2010년 선거 | 사우스캐롤라이나 주지사                | 116대 | 공화당 | 51.37% | 690,525표 | 1위  | 사우스캐롤라이나 주지사 당선     |
| 2014년 선거 | 사우스캐롤라이나 주지사                | 116대 | 공화당 | 55.90% | 696,645표 | 1위  | 사우스캐롤라이나 주지사 당선     |